# 산화 크로뮴(III)
산화 크로뮴(III)(Chromium(III) oxide)은 화학식 Cr2O3을 갖는 무기 화합물이다. 산화 크롬(III)으로도 부른다. 주요 크로뮴 산화물들 가운데 하나이며 색소로서 사용된다. 자연적으로는 희귀광물 에스콜라이트(Eskolaite)로서 발생한다.

## 구조 및 속성
산화 크로뮴(III)은 강옥 구조이다. 딱딱하고 모스 굳기계 기준 8~8.5이다. 최대 307 K(닐 온도)의 반강자성을 보인다. 산에 쉽게 공격을 받지 않는다.

## 생성
Na
2Cr
2O
7  +  S  →  Na
2SO
4  +  Cr
2O
3

## 같이 보기
- 크로뮴산
- 내화물